# Hannah Pfalzgraf
Hannah Pfalzgraf (* 1997) ist eine Schweizer Politikerin (SP). Bei den Wahlen 2015 für den Zürcher Kantonsrat  war sie im Kanton Zürich die jüngste Kandidatin. Sie rückte für den scheidenden Moritz Spillmann in den Rat und wurde am 15. Januar 2018 als bisher jüngste Kantonsrätin vereidigt. Sie war von 2018 bis 2020 Mitglied der Kommission für Staat und Gemeinden und seit 2019 ist sie Mitglied der Finanzkommission.
Hannah Pfalzgraf ist ein Vorstandsmitglied der Juso Kanton Zürich und wurde nach eigenen Angaben wegen der eidgenössischen Volksinitiative «Gegen Masseneinwanderung» politisch aktiv. Seit dem 1. Juli 2023 ist sie im Co-Präsidium des Gewerkschaftsbundes des Kantons Zürich.